# Micropsectra geminata
Micropsectra geminata är en tvåvingeart som beskrevs av Oliver och Dillon 1994. Micropsectra geminata ingår i släktet Micropsectra och familjen fjädermyggor.
Artens utbredningsområde är Ontario. Inga underarter finns listade i Catalogue of Life.